# Sieńsko (województwo wielkopolskie)
Sieńsko – wieś w Polsce, położona w województwie wielkopolskim, w powiecie wągrowieckim, w gminie Wągrowiec.
W latach 1975–1998 Sieńsko administracyjnie należał do województwa pilskiego.
Przed 2023 r. miejscowość była częścią wsi Długa Wieś.